# Ferdinand d'Huart

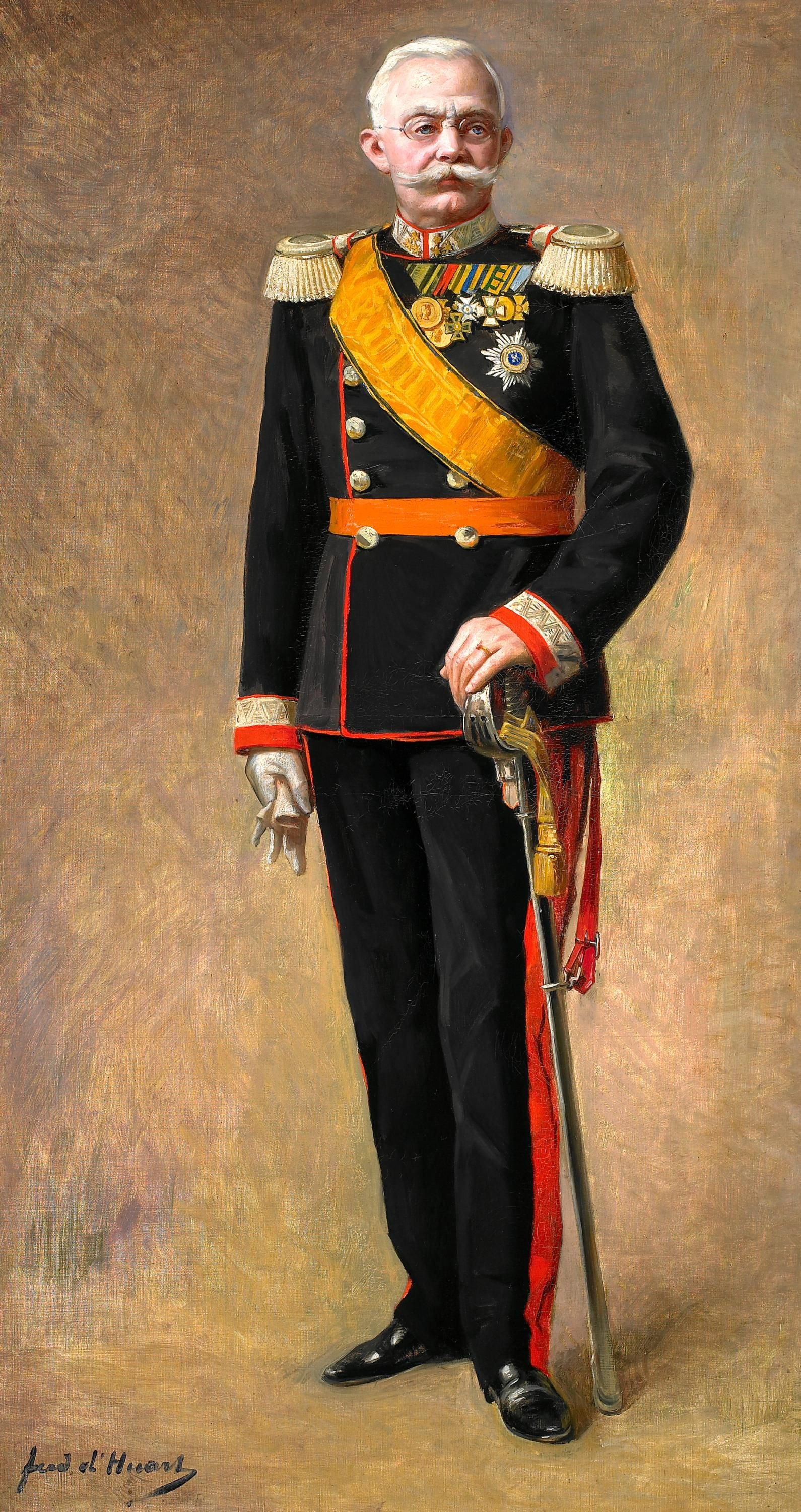
Groothertog Adolf van Luxemburg

Ferdinand Joseph Léopold d'Huart (Sonlez, 13 maart 1858 – Merl, Luxemburg-Stad, 27 januari 1919) was een Luxemburgs kunstschilder en tekenaar.

## Leven en werk
Ferdinand d'Huart, Fenny voor intimi, was een zoon van douanier Gustave d'Huart en Antoinette Campill. Aan het Athénée royal grand-ducal in Luxemburg-Stad kreeg hij les van Michel Engels, die hem stimuleerde om verder te gaan in de schilderkunst. Hij vervolgde zijn studie aan de kunstacademie van München (1878-1880) en de École des beaux-arts (1880-1886) in Parijs, waarvan drie jaar als leerling van Alexandre Cabanel. D'Huart gaf vanaf 1886 teken- en schilderles aan het Collège des Oratoriens in het Franse Juilly. Hij trouwde met Marguerite Marthe Lecluse de Mesempré (1869-1956). Uit dit huwelijk werden drie kinderen geboren, onder wie de schilder Adrienne d'Huart (1892-1984). In 1907 keerde hij met zijn gezin terug naar zijn land. Hij gaf er les aan het Athénée grand-ducal en de École d'artisans de l'État, tot zijn leerlingen behoorden Jean-Pierre Beckius, Joseph Kutter, Jean Schaack en Auguste Trémont.
D'Huart schilderde vooral bloemstillevens en portretten. Hij hield vast aan de klassieke schilderstijl en ging niet mee in het expressionisme. Hij studeerde nog in Parijs toen hij in 1882 debuteerde met een expositie in het Luxemburgs Stadstheater. Ook later in zijn Franse tijd exposeerde hij geregeld in zijn thuisland. In 1894 nam hij deel aan de eerste Salon du Cercle Artistique de Luxembourg (CAL) met een portret van zijn vrouw. Op de Parijse salon, waar hij vanaf 1891 exposeerde, toonde hij in 1904 een portret van zijn haar met hun drie kinderen. In 1895 werd d'Huart gevraagd een aantal portretten van koning Willem I, koning Willem II en prins Hendrik te kopiëren voor het groothertogelijk paleis. Het leverde hem een opdracht op voor nieuwe portretten van groothertog Adolf en troonopvolger Willem IV van Luxemburg. D'Huart was lid en van 1908 tot aan zijn overlijden voorzitter van de CAL. Hij werd door groothertog Adolf benoemd tot ridder in de Orde van de Eikenkroon (1895) en kreeg in 1911 ter gelegenheid van een tentoonstelling van de CAL in Brussel het ridderkruis van de Kroonorde van België uitgereikt.
Ferdinand d'Huart overleed op 60-jarige leeftijd, hij werd begraven op de Cimetière Notre-Dame in Limpertsberg. In Bonnevoie werd een straat naar hem vernoemd.

## Enkele werken

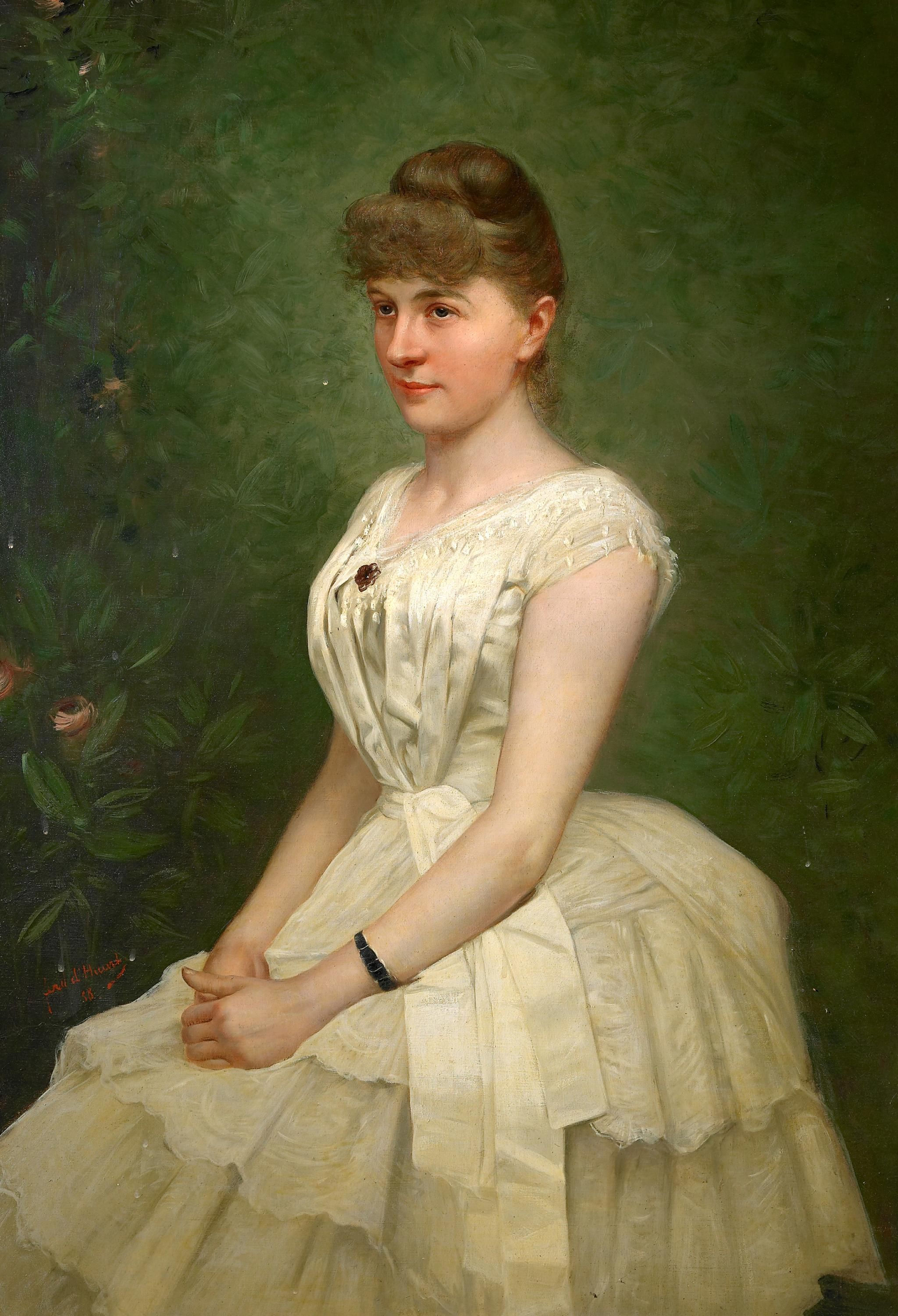
Mademoiselle Marie Heintzé (1888)
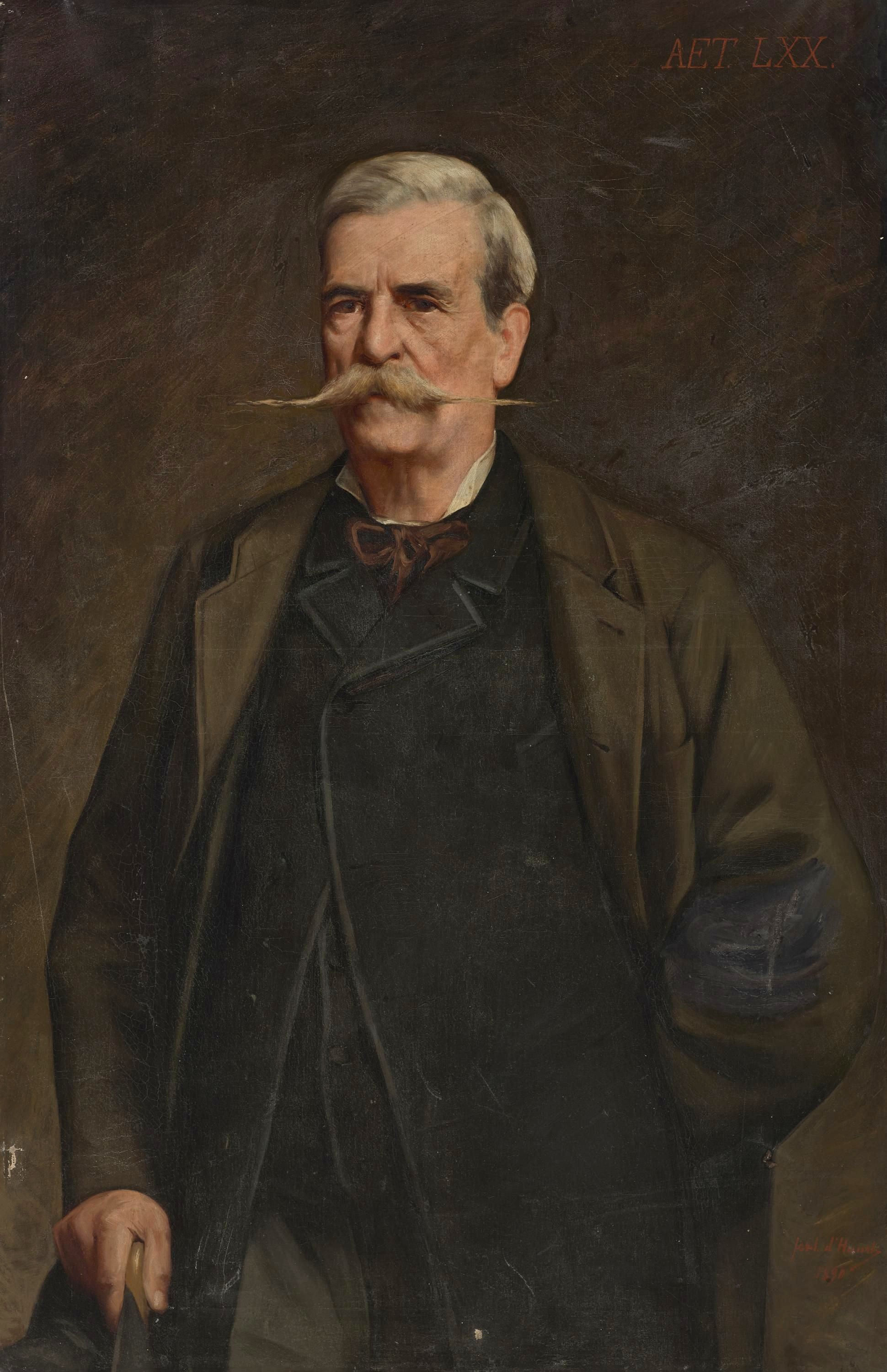
Léon de la Fontaine (1890)
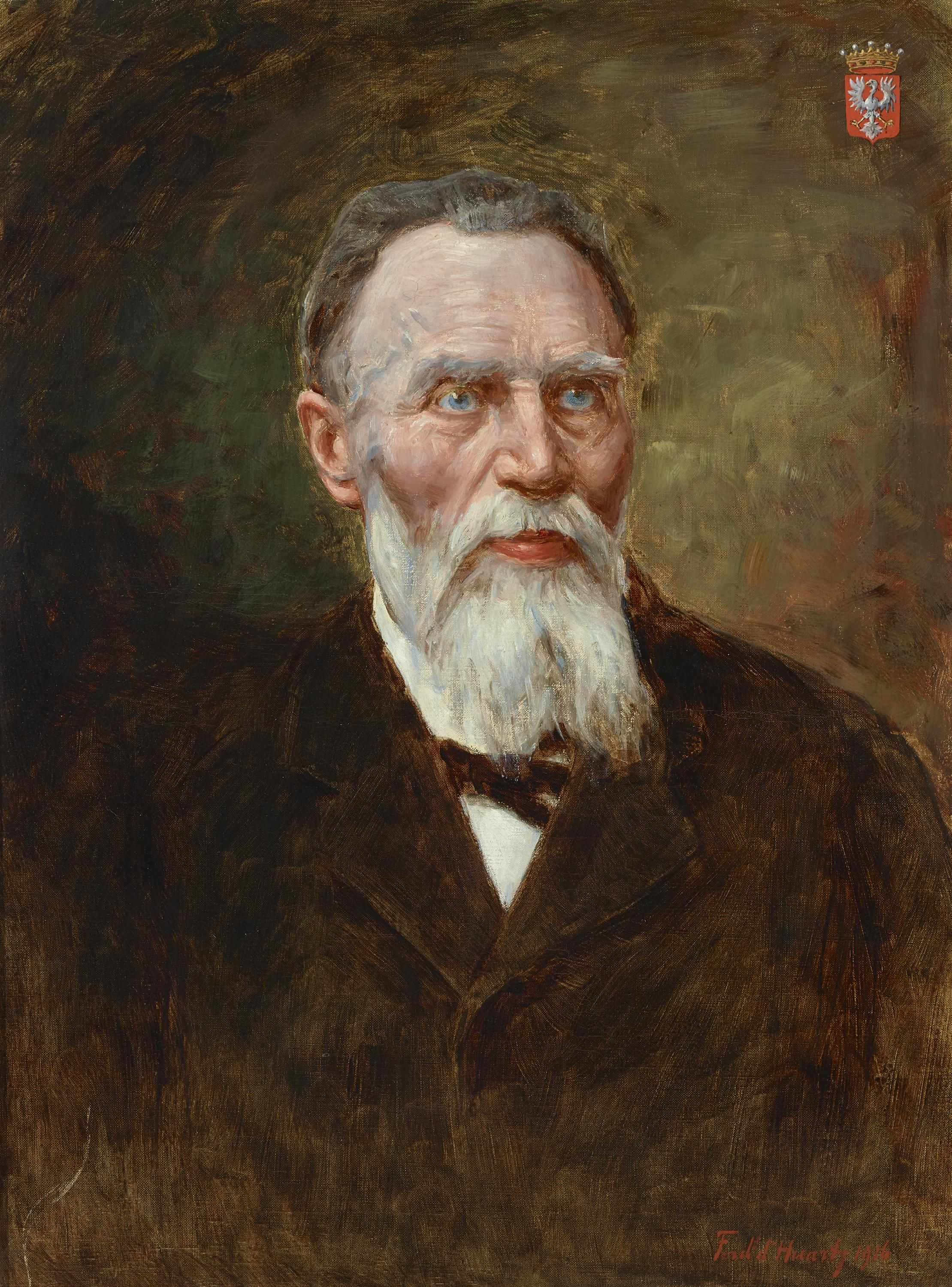
Prof. baron Mathias de Waha (1914)
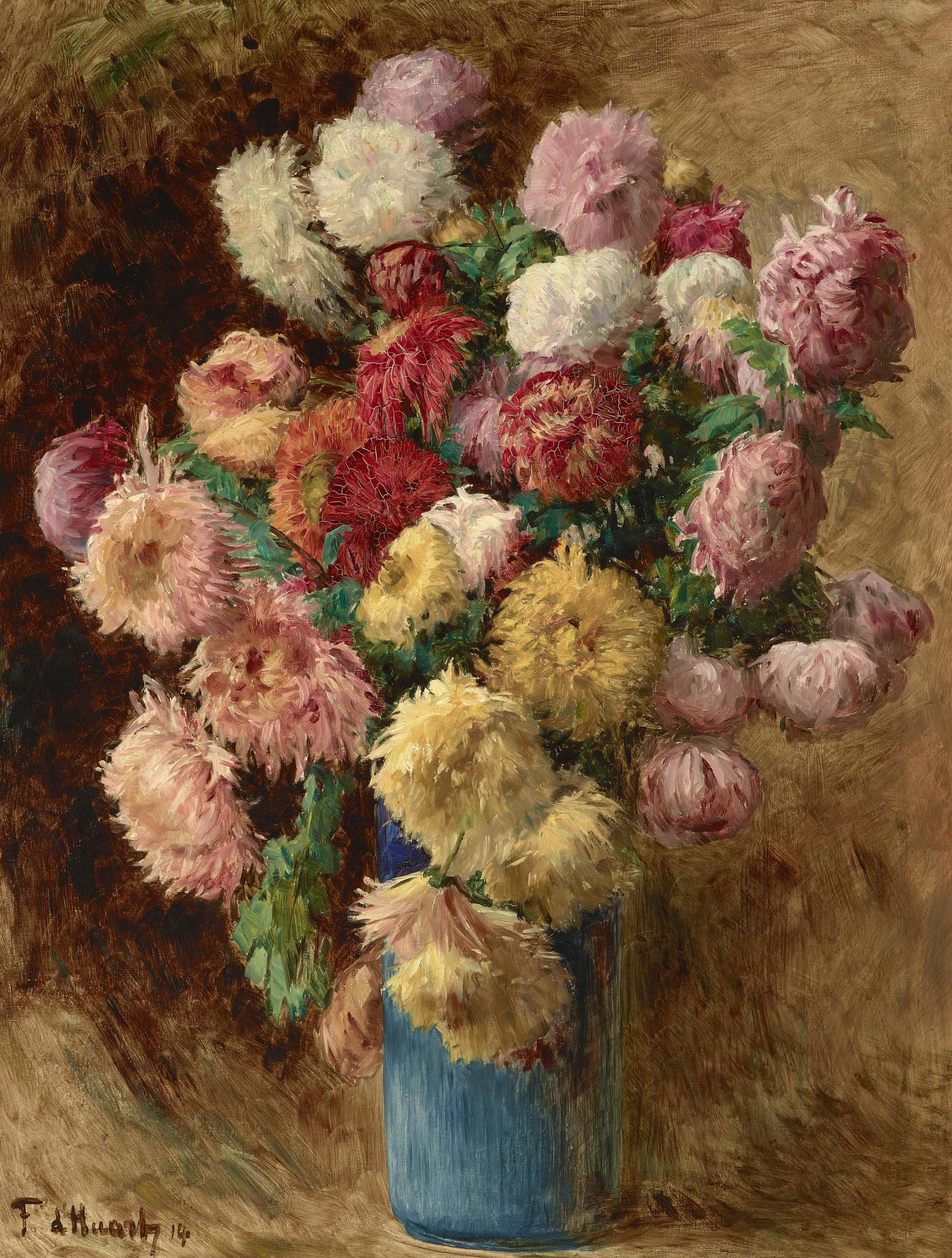
Chrysanten (1914)
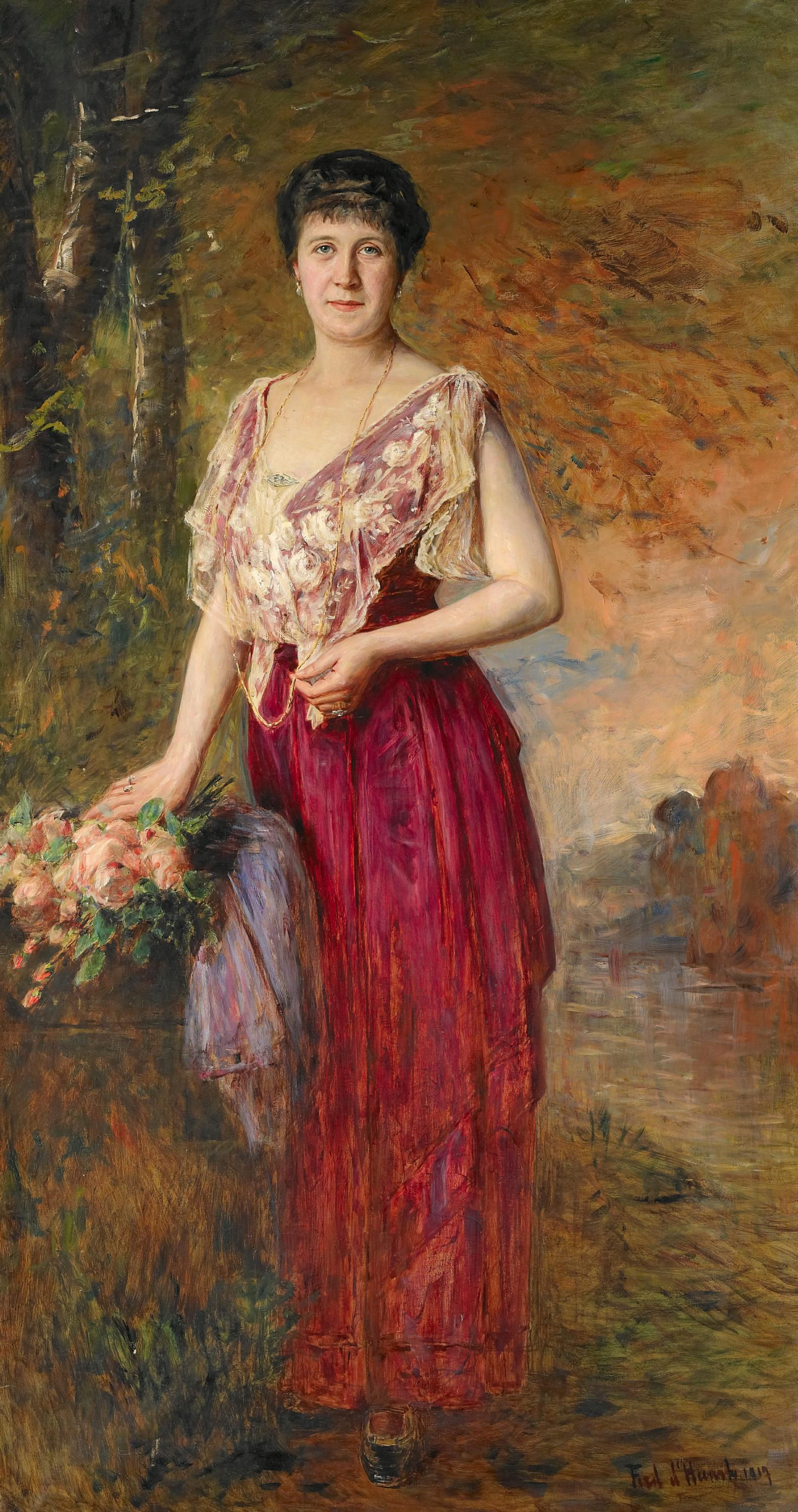
Madame Julie Feldes-Medinger (1917)
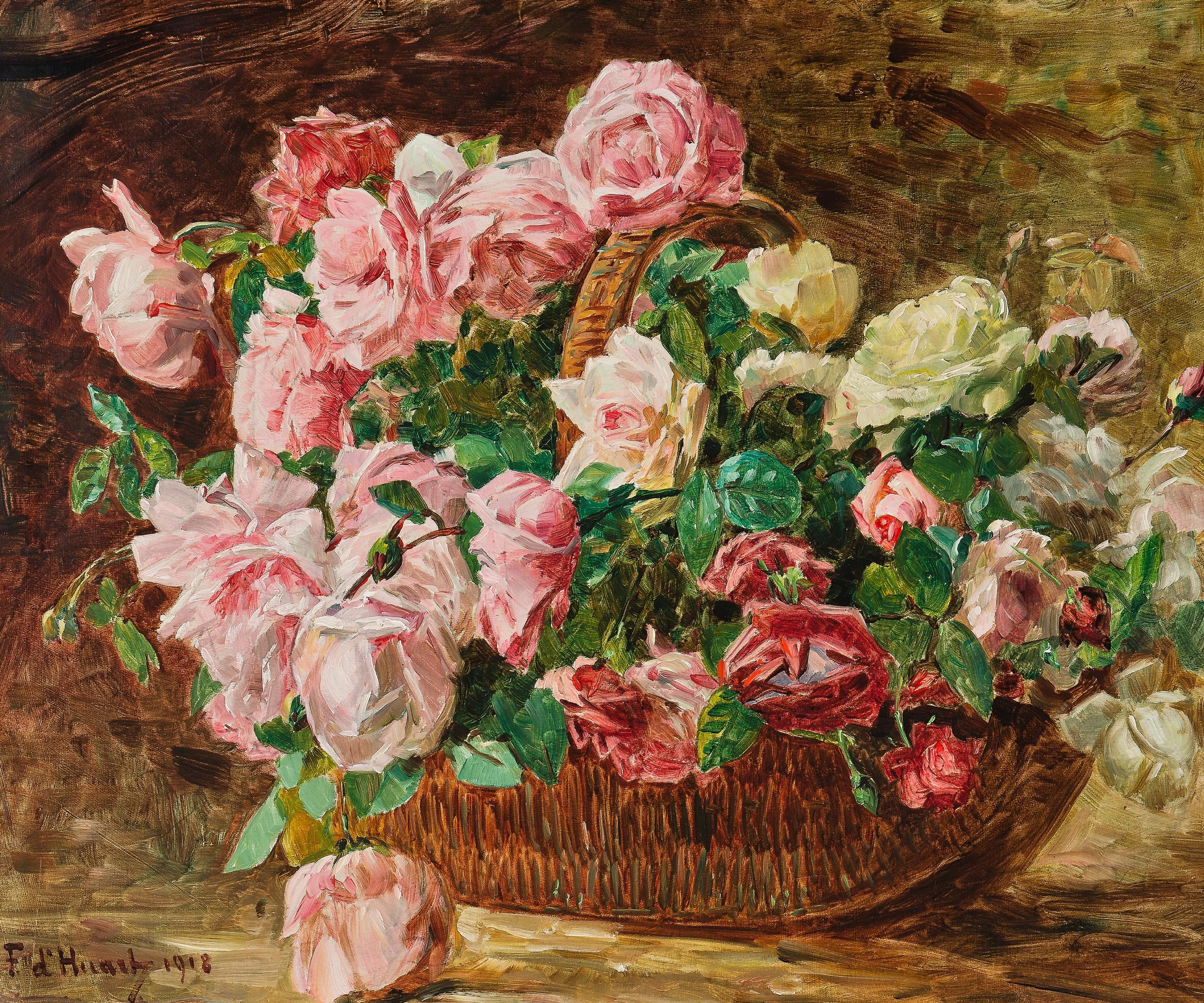
Rozen (1918)
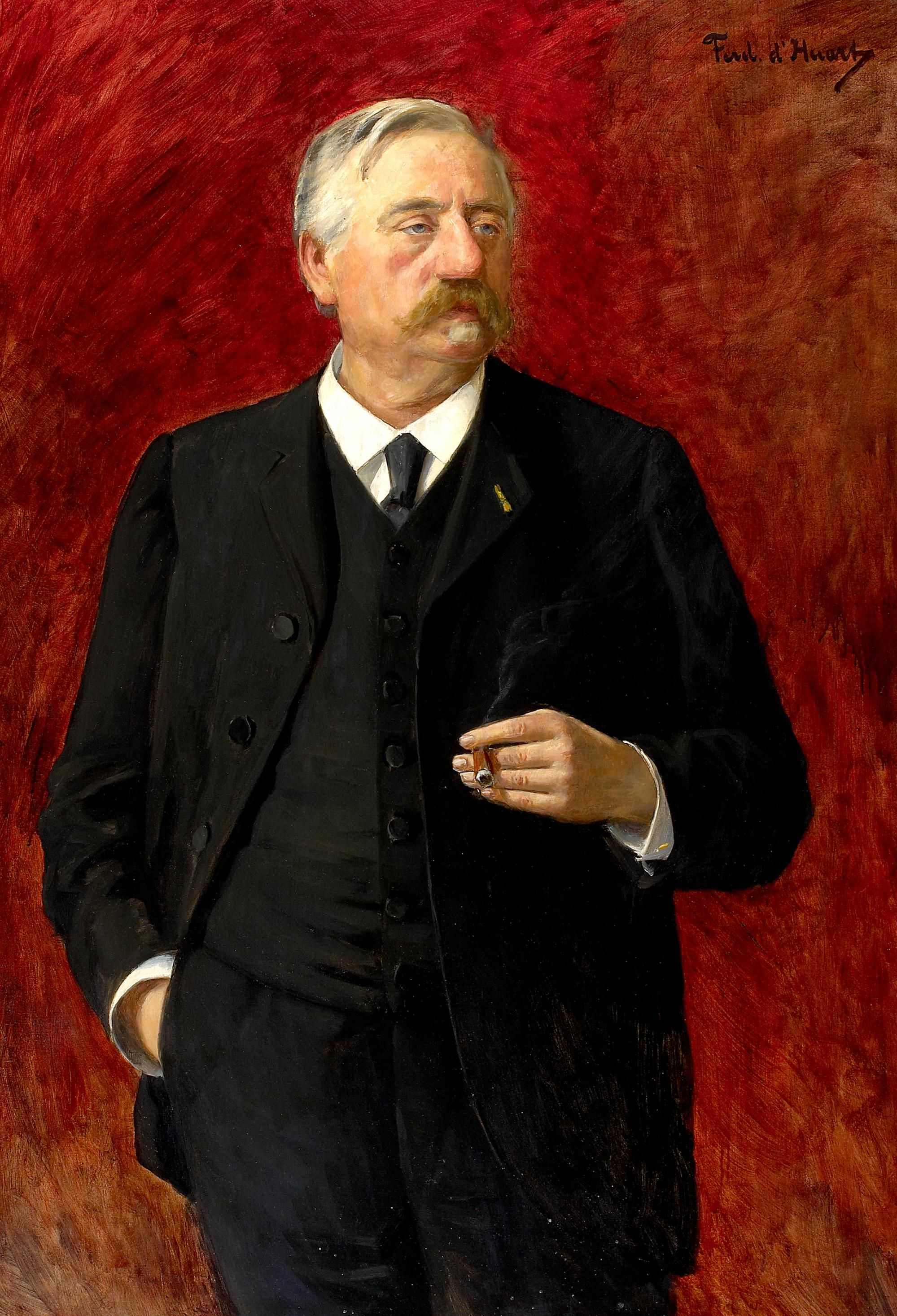
Jules Fischer
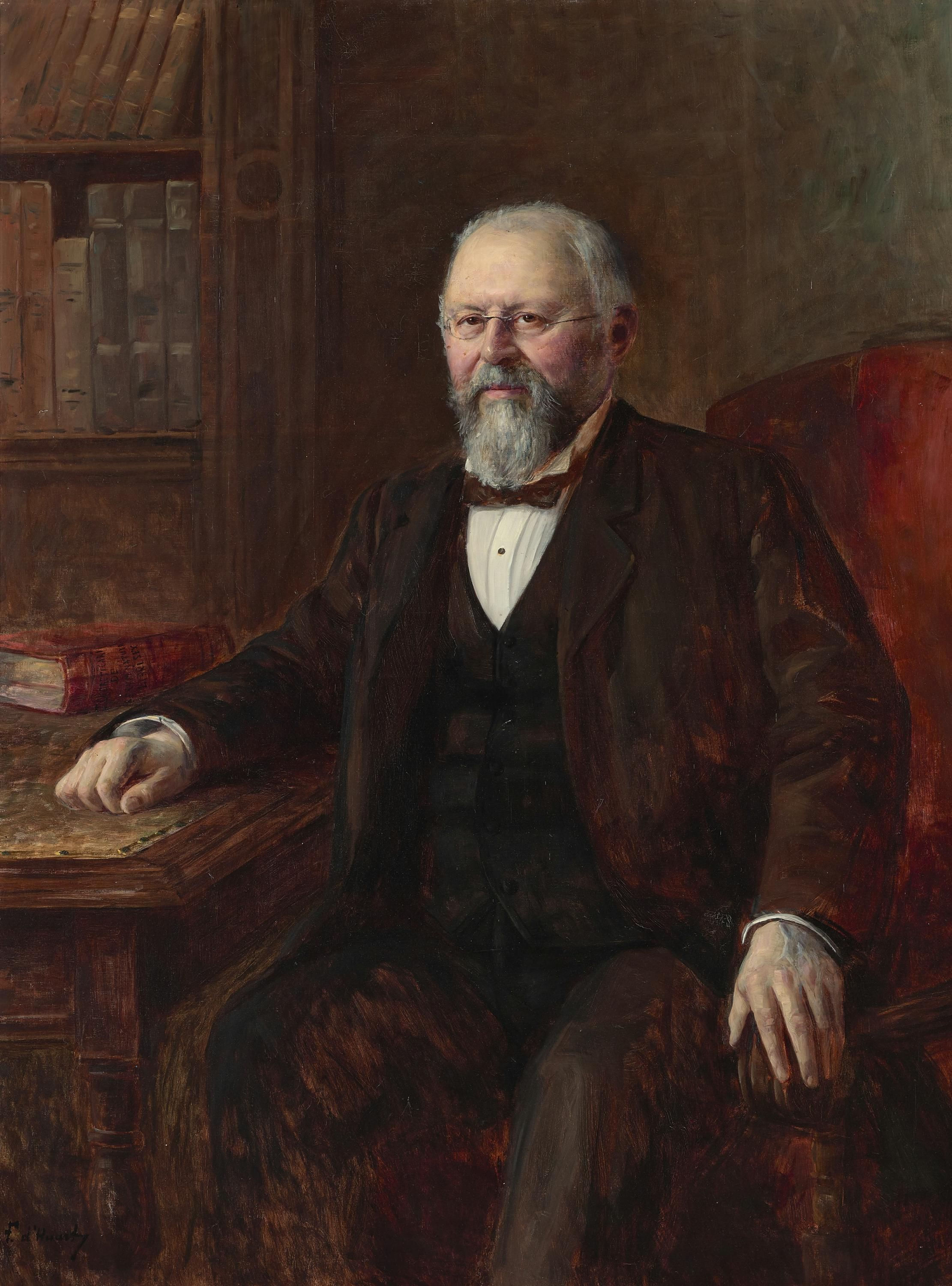
Joseph Brincour
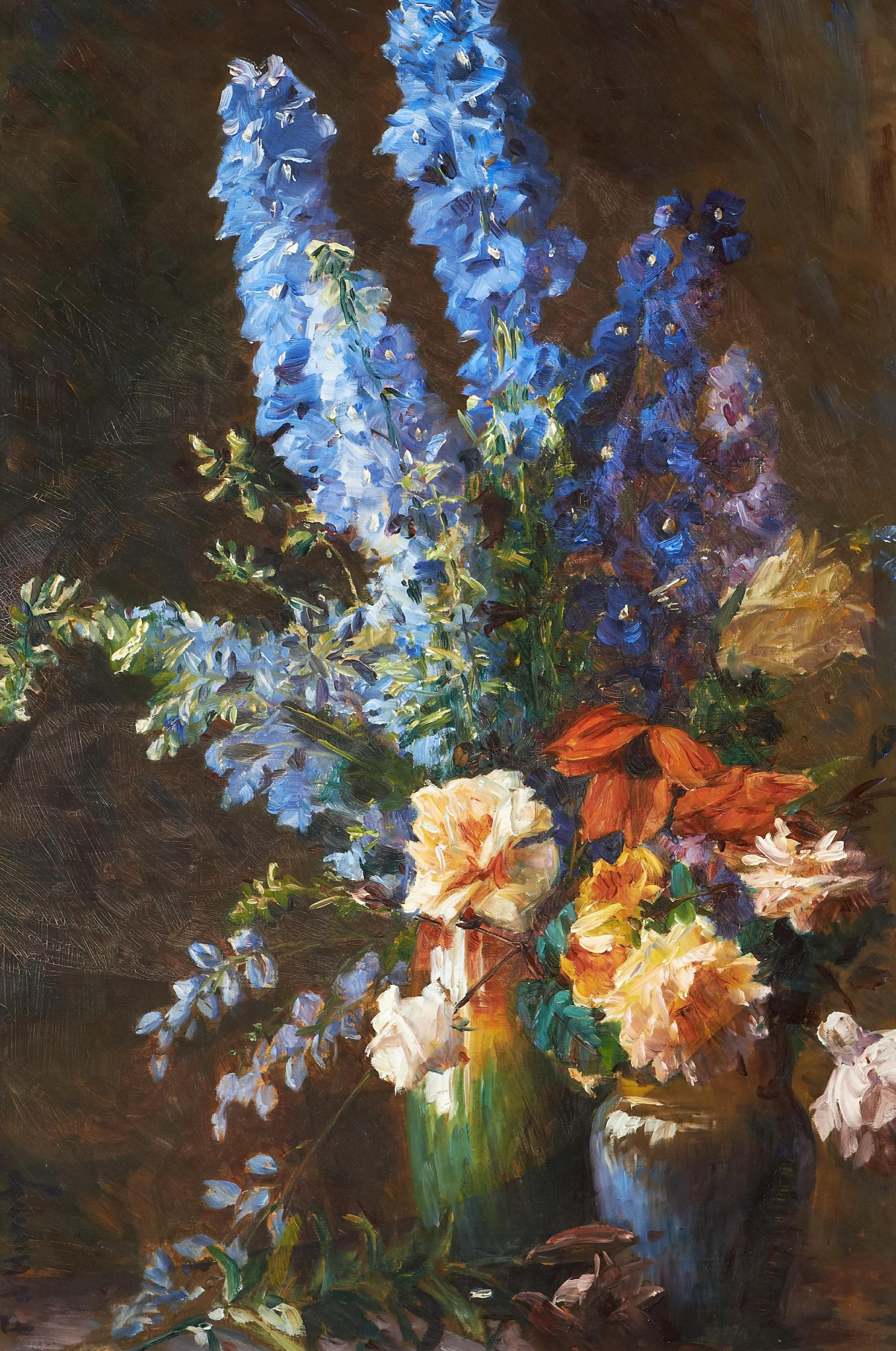
Ridderspoor en rozen

- Gemeinsame Normdatei: 1079691030
- Musée national d'archéologie, d'histoire et d'art: lkl000087
- RKD-Nederlands Instituut voor Kunstgeschiedenis: 22489
- Virtual International Authority File: 53144928675354440641
- WorldCat: E39PBJfh8gwhHD39hJxCKjGCQq